# Ребманн, Иоганес
Иоганес Ребманн (нем. Johannes Rebmann; 16 января 1820 — 4 октября 1876) — немецкий миссионер и путешественник. Известен как первый европеец, наряду с его коллегой Иоганном Людвигом Крапфом, который вошёл в Африку от побережья Индийского океана. Он также стал первым европейцем, обнаружившим вулкан Килиманджаро. Новость об этом открытии была опубликована в «Церковном Миссионерском Тайном Агенте» в мае 1849, но поначалу отнеслись к этому как к выдумке.

## Биография

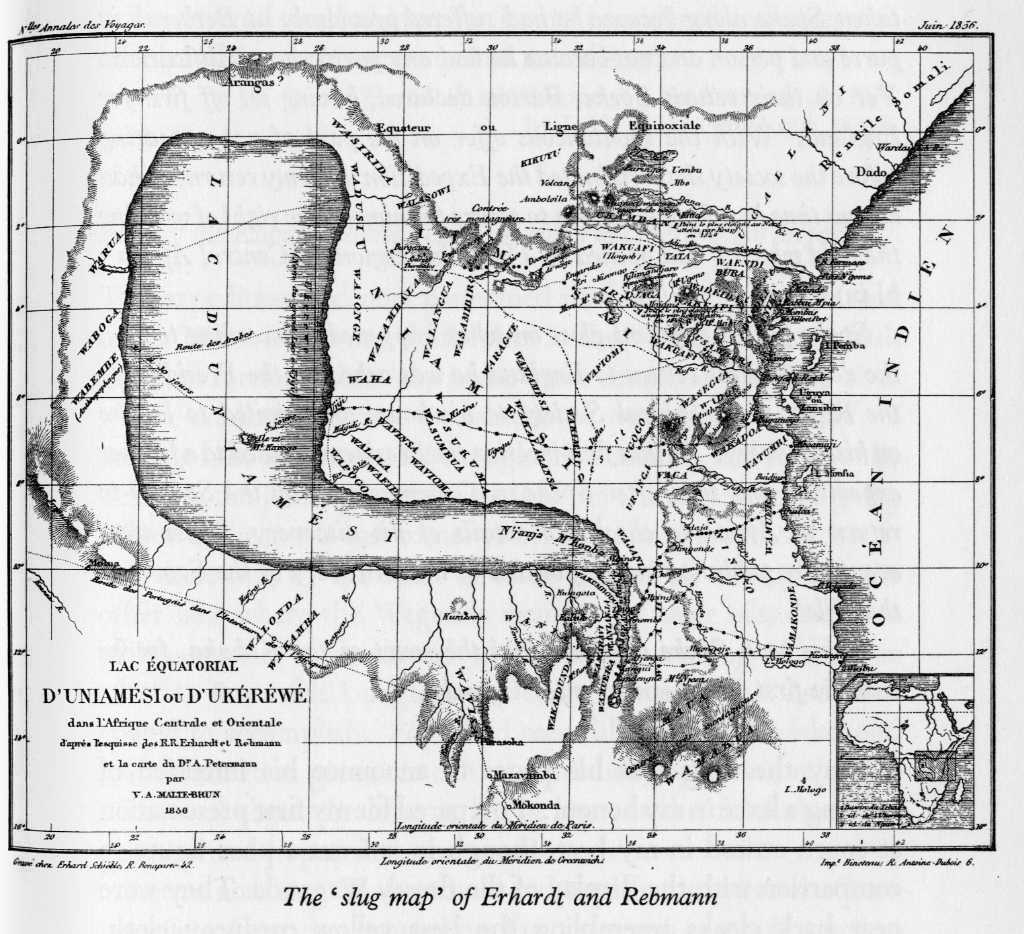
Карта Восточной Африки, составленная Эргардтом и Ребманном

Иоганес Ребманн родился в Герлингене (Королевство Вюртемберг) в семье швабского фермера. Он с детства решил стать миссионером, и после учёбы в Базеле в 1846 году отправился вместе с Иоганном Людвигом Крапфом в Восточную Африку, где главной ареной его миссионерской деятельности были Момбас и племя ваника. Свою миссию Ребманн видел в остановке продвижения ислама по Африке. С 1848 года он начал вести дневник. Ребманн сопровождал Крапфа в его путешествиях, открыл вместе с ним в 1848 году снежную вершину Килима-Нджаро, а в 1849 — гору Кения, и получил сведения о великих озёрах в области истоков Нила. Известия о существовании в районе экватора гор, покрытых снегом, были с недоверием встречены в Европе, но стимулировали интерес к изучению региона.

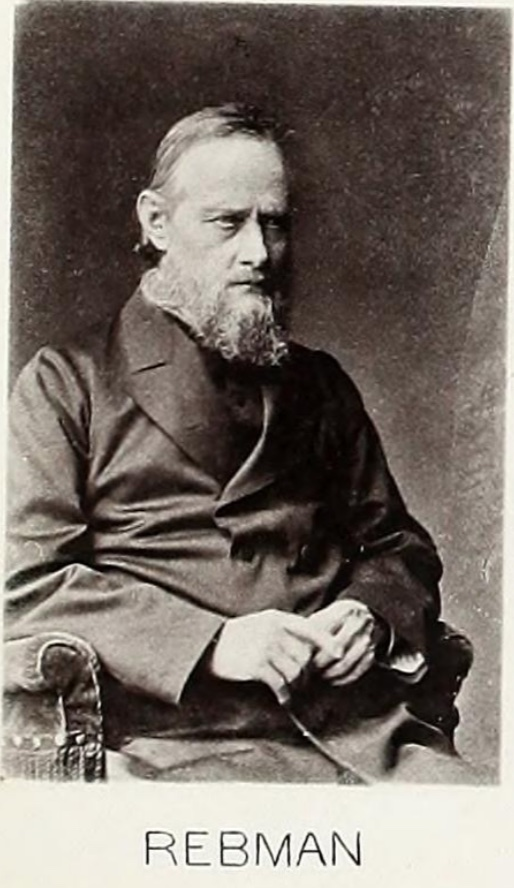
Ребманн на склоне лет

Ребманн оставался в Африке около 30 лет. Он посетил Африканские Великие Озёра и гору Меру, изучил ряд туземных языков, научился писать на суахили. На основе информации от Крапфа и Ребмана Иоганн Эргардт составил карту Восточной Африки. В 1855 году по причине ухудшения здоровья Эргардту пришлось вернуться в Европу, и он забрал карту с собой. Она была опубликована в «Calwer Missionsblatt» (1855), «Petermanns Mitteilungen» (1856), и «Dictionary of the Kiniassa language» (Базель, 1877).)
Почти полностью потеряв зрение, Ребманн в сентябре 1875 года вернулся в Европу. Год спустя он умер от пневмонии.

## Эпонимы
Ледник на вершине Килиманджаро носит имя Ребманна.